# Ландова, Йитка
Йи́тка Ла́ндова (чеш. Jitka Landová; род. 20 июля 1990, Яблонец-над-Нисоу, Северочешский край) — чешская биатлонистка, победительница этапов Кубка мира в составе сборной Чехии, серебряный призёр чемпионата Европы 2013 года в эстафете, чемпионка мира 2013 года по летнему биатлону.

## Дебют
В 2009 году дебютировала в Кубке IBU. На молодёжном уровне лучшим результатом в карьере Ландовой стало 20-е место в спринте, завоёванное на юниорском чемпионате мира 2011 года в чешском Нове-Место. В 2013 году Ландова стала серебряным призёром в составе эстафетной сборной на чемпионате Европы в болгарском Банско. Также на счету Ландовой три медали разного достоинства, завоёванные на чемпионатах мира по летнему биатлону.

## Кубок мира и Олимпиада
В сезоне 2011/2012 Ландова дебютировала в Кубке мира, а уже спустя месяц Йитка была включена в состав сборной Чехии для участия в чемпионате мира. В индивидуальных гонках чешская спортсменка не смогла попасть даже в число 70-ти сильнейших, а в эстафете в составе чешской сборной заняла 10-е место. Свои первые кубковые очки Ландова завоевала в сезоне 2012/2013, когда на 8-м этапе в Сочи смогла занять 37-е место в спринте.
Через год, всё в том же Сочи, Йитка выступала уже на правах члена олимпийской сборной Чехии. Тогда Йитка не смогла добиться хороших результатов в личных гонках: в спринте на 7,5 км Йитка заняла 50 место, в гонке преследования на 10 км 52 место, а в индивидуальной гонке, ещё более скромную, 60 позицию. Однако, в последней гонке олимпиады в Сочи, а именно в эстафете, Йитка вместе с ещё тремя представительницами сборной Чехии (Евой Пускарчиковой, Вероникой Витковой и Габриэлой Соукаловой) смогла занять высокое четвёртое место. Этот результат стал для Йитки одним из лучших в её карьере.
На этапах кубка мира по биатлону сезона 2014/2015, Ландова вместе с олимпийским составом сборной Чехии в эстафете по одному разу заняла третью и вторую позиции, а также одержала три победы. До этого сборная Чехии по биатлону с 1998 года ни разу не выигрывала эстафеты на этапах кубка мира. Лучшим результатом Ландовой в личных гонках на этапах Кубка мира стало 10 место в немецком Рупольдинге в спринтерской гонке на 7,5 км, в которой Йитка стартовала в числе последних и, благодаря чистой работе на огневых рубежах, вполне могла бы бороться за шестёрку сильнейших.
На Зимней Универсиаде в Осрблье Йитка завоевала бронзовую награду в спринте на 7,5 км, отработав свои огневые рубежи всего с одним промахом. В 2017 году завершила карьеру и стала работать учительницей физкультуры в городе Яблонец-над-Нисоу.